# Hanhals landskommun
Hanhals landskommun var en tidigare kommun i Hallands län.

## Administrativ historik
När 1862 års kommunalförordningar trädde i kraft inrättades i Sverige cirka 2 500 kommuner. Huvuddelen av dessa var landskommuner (baserade på den äldre sockenindelningen), vartill kom 89 städer och åtta köpingar. Då inrättades i Hanhals socken i Fjäre härad i Halland denna kommun.
Vid kommunreformen 1952 uppgick denna landskommun i Fjärås landskommun som senare 1974 uppgick i Kungsbacka kommun.

## Politik

### Mandatfördelning i Hanhals landskommun 1938-1946
| 4 | 6 | 5 |

| 15 |

| 4 | 5 | 6 |

| 14 |

| 5 | 1 | 9 |

| 14 |